# 阮章竞
阮章竞（1914年1月31日—2002年2月11日），笔名洪荒、啸秋，斋号苦噪楼，廣東香山縣沙溪區象角村（現為中山市沙溪鎮）人，中华人民共和国作家、诗人、画家。

## 生平
阮章竞從1935年开始发表作品。1949年加入中国作家协会。北京作家协会原主席，第五届全国政协委员，北京市第七、八、九届人大代表，北京市第七届人大代常委。

## 身後
2014年1月，中国作家协会在北京中国现代文学馆舉辦「阮章竞百年诞辰纪念座谈会」。

## 作品
- 大型歌剧《赤叶河》1947年
- 长篇叙事诗《圈套》1947年
- 长篇叙事诗《漳河水》1949年
- 童话诗《金色的海螺》1956年
- 组诗《新塞上行》、《乌兰察布》1956年
- 叙事诗《白云鄂博交响诗》1956年